# Schneider Electric
Schneider Electric SE — французька транснаціональна корпорація, що спеціалізується на електрообладнанні, штаб-квартира якої знаходиться у місті Рюей-Мальмезон, Франція. Головний центр досліджень і розробок корпорації знаходиться у Ейбані біля міста Гренобль.
Schneider Electric — компанія Fortune Global 500, що котирується на біржі Euronext і є складовою індексу фондового ринку Euro Stoxx 50. У 2008—2018 роках компанія отримала дохід у розмірі 25,72 млрд євро.
Schneider Electric є материнською компанією Square D, APC та інших. Це також дослідницька компанія, яка вклала 10 млрд. Євро в інновації та для сталого розвитку між 2015 і 2025 роками. Компанія має 20000 активних патентів та інвестує 5 % свого щорічного доходу в дослідження та розробки.
Компанія розпочала роботу в 1836 році як Schneider & Cie. У кінцевому підсумку він був перейменований в Schneider Electric у травні 1999 року.

## Головний офіс
З 2000 року головний офіс компанії Schneider Electric розташований у місті Рюей-Мальмезон, Іль-де-Франс, Франція. Нинішня штаб-квартира, розташована в Рюей-Мальмазоні, раніше розміщувала дочірню компанію Schneider Télémécanique тоді як головна компанія знаходилася в Булоні-Біянкурі.
У червні 2011 року корпоративна штаб-квартира Schneider Electric в Рюей-Мальмезоні була сертифікована на відповідність новому стандарту ISO 50001 для систем енергоменеджменту. Це була перша будівля у світі, яка отримала таку сертифікацію.

## Історія
Історія компанії починається із фабрик заліза, сталі та озброєння Schneider-Creusot та інших промислових підприємств.
З 1981—1997 рр. Компанія позбавлялася напрямку металургії та суднобудування і зосереджувалась головним чином на електроенергії завдяки стратегічним придбанням.
У 2010 році Schneider Electric переорієнтувався на включення програмного забезпечення, критичної потужності та інтелектуальних програмних мереж завдяки стратегічним придбанням. У 2015 році компанія запустила бренд-стратегію під назвою «Life Is On», яка має на меті показати ділову та суспільну цінність сталого розвитку та ефективності.
1836: Брати Адольф та Йозеф-Євген Шнайдер придбали покинутий ливарний завод у Льо Крезо, Франція, а через два роки створили Schneider & Cie, зосереджуючись головним чином на металургійній промисловості. Компанія Schneider & Cie швидко зростає, спеціалізуючись на виробництві важкої техніки та транспортного обладнання, і з часом стає Schneider Group, диверсифікованим конгломератом.
1975: Група Schneider виявляє інтерес до Merlin Gerin, одного з провідних виробників електророзподільного обладнання у Франції.
1981-1997 рр.: Schneider Group зосередила свою увагу на електроенергетиці, поглинувши свої нестратегічні активи та здійснивши ряд стратегічних придбань: Télémécanique у 1988 році, Square D у 1991 році та Merlin Gerin у 1992 році.
1999 рік: Schneider Group придбає Lexel, одного з найбільших в Європі постачальників інсталяційних систем та рішень для управління.   У травні 1999 року група Schneider перейменована в Schneider Electric, щоб чітко визначити її досвід в галузі електричної галузі.
2010 рік: Компанія Schneider Electric запустила з Alstom фонд венчурного капіталу на суму 70 мільйонів євро для створення Aster та підтримки інноваційних стартапів у галузі енергетики та навколишнього середовища.
Компанія є постачальником ІТЕР.
2014 рік: Schneider Electric починає співпрацю з німецьким постачальником електроенергії RWE.
2015 — 2016: Schneider Electric переорієнтовується на IoT, сталий розвиток та ефективність та представляє свою архітектуру та платформу, що підтримує IoT, EcoStruxure.
2017 рік: Schneider Electric перебуває під управлінням PLC групи AVEVA, — постачальника інженерно-промислового програмного забезпечення, що базується у Великій Британії, складаючи активи промислового програмного забезпечення в операції AVEVA.

## Корпоративні справи
Schneider Electric — європейська компанія з радою директорів. Функції Голови та головного виконавчого директора виконує Жан-Паскаль Трикоар, який був призначений Головою та головним виконавчим директором 25 квітня 2013 року.

## Спонсорство Паризького марафону
З 2013 року Schneider Electric є спонсором Паризького марафону. У 2013 році 37 000 бігунів виробляли електроенергію своїми кроками, переходячи по плитці, що збирає енергію.
Паризький марафон відомий своїми прославленими мальовничими місцями уздовж його шляху, в тому числі Тріумфальна арка, Єлисейські Поля та Венсенський ліс.  Паризький марафон, один з головних марафонів у світі, досяг рекордної кількості учасників (60 000) у 2019 році.  Паризький марафон також домігся 100 % нейтральності вуглецю в 2019 році, вперше в його історії.

## В Україні
У 1994 р розпочато діяльність в Києві, потім в Донецьку, Миколаєві (1995) та Львові (1995).
1996 року отримано свідоцтво про реєстрацію представництва Schneider Electric в Україні.
2000 року створено ТОВ «Шнейдер Електрик Україна», відкриття комерційного відділу у Дніпрі.